# Insigna „A 15-a aniversare a retragerii din Republica Democratică Afganistan”

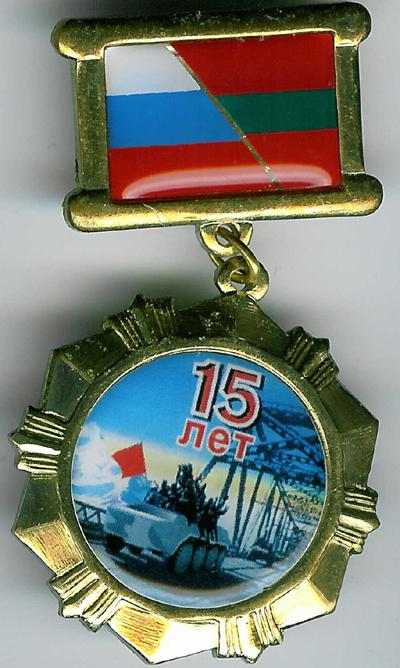
Medalia "A 15-a aniversare a retragerii din Republica Democratică Afganistan"

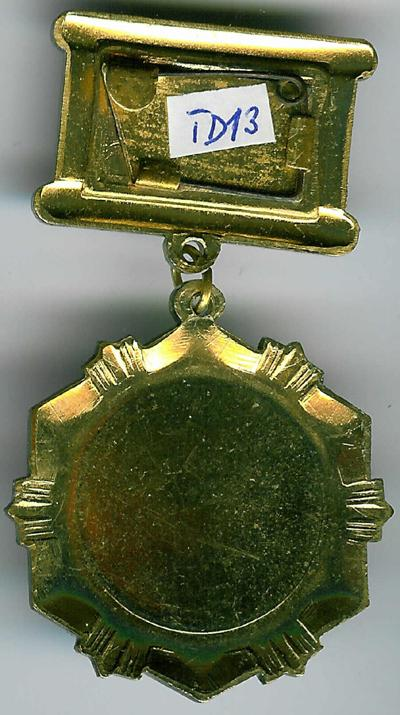
Reversul medaliei "A 15-a aniversare a retragerii din Republica Democratică Afganistan"

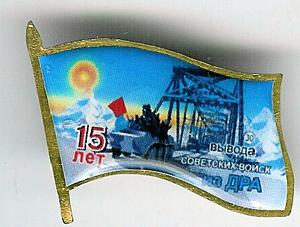
Insignă.

Medalia "A 15-a aniversare a retragerii din Republica Democratică Afganistan" este una dintre decorațiile jubiliare ale auto-proclamatei Republici Moldovenești Nistrene. Ea a fost înființată prin decret al președintelui RMN, Igor Smirnov, din anul 2004.

## Descriere
Medalia "A 15-a aniversare a retragerii din Republica Democratică Afganistan" este decernată veteranilor Războiului din Afganistan (1979-1989). 
Medalia este confecționată din alamă și are o calitate proastă a smalțului, semănând mai mult cu o insignă.